# Protohystricia gourlayi
Protohystricia gourlayi là một loài ruồi trong họ Tachinidae.